# 1943: The Battle of Midway
1943: The Battle of Midway cunoscut în Japonia ca 1943: Midway Kaisen este un joc vertical scrolling shooter lansat de Capcom în Iunie 1987.